# Lac de la Thésauque
Le lac de la Thésauque est un lac de barrage de 33 hectares situé dans le sud de la France département de la Haute-Garonne sur la Thésauque.

## Géographie
Retenue collinaire situé sur les coteaux du Lauragais, sur le territoire de 2 communes : Nailloux et Montgeard, d'une superficie de 33 ha .

## Histoire
Le barrage de la Thésauque a été construit sur le cours de la Thésauque en 1973 à la suite de la volonté des municipalités de Nailloux et Montgeard. D'une profondeur de 9 m il y accueille une zone de loisirs. Propriété de la communauté de communes des Terres du Lauragais il est divisé en quatre zones : le nord du lac réservée aux loisirs et au tourisme, la seconde au sud est réservée à un espace naturel, la troisième à l'est réservée à l'agriculture et la quatrième côté ouest vers Nailloux à l'urbanisation.

## Utilisations
Son utilisation est dédiée à l'irrigation agricole et à la régulation du débit de la rivière l'Hers-Mort, dont le Thésauque est un affluent. Il est utilisé pour différentes pratiques de loisirs : aviron, modélisme naval, pêche, randonnée pédestre et équestre, voile, planche à voile.

## Environnement
Un espace naturel y a été créé dans sa partie est. Le lac est interdit aux embarcations à moteurs sauf pour les secours et la sécurité, et les berges du lac aux véhicules à moteurs.